# Cyclopentolate
Cyclopentolate là thuốc được sử dụng phổ biến trong việc khám mắt ở trẻ em, làm giãn mắt, ngăn ngừa vị trí của mắt ở các khoảng cách khác nhau (cycloplegic), và chặn các thụ thể muscarinic (chất đối kháng muscarinic). Cyclopentolate cũng được dùng làm chất thay thế atropine để đảo ngược tác dụng của muscarinic và hệ thống thần kinh trung ương đối với việc điều trị gián tiếp bằng cholinomimetic (chống AChase).
Khi sử dụng trong thuốc nhỏ mắt cho trẻ em, cyclopentolate 0,5% và 1,0% được sử dụng để ngăn chặn việc mắt tập trung ở bất kỳ khoảng cách nào gần hơn vô cực. Điều này cho phép bác sĩ nhãn khoa hoặc bác sĩ đo thị lực có được độ chính xác cao hơn trong việc chỉnh sửa mắt kính để bệnh nhân có thể có tầm nhìn rõ ràng. Các loại của nó bao gồm Cyclogyl, Cylate, Mydrilate, và Pentolair.
Các giọt Cyclopentolate hoạt động nhanh chóng để làm giãn nở con ngươi. Chúng có thời gian tồn tại ngắn hơn atropine. Sự giãn nở của con ngươi có thể kéo dài đến 96 giờ nên bệnh nhân được khuyên không nên lái xe hoặc vận hành máy móc ít nhất trong vòng 12 giờ. Con ngươi trở nên rộng hơn khi dùng cyclopentolate, làm cho mắt nhạy cảm hơn với ánh sáng. Đóng các vật thể (và các vật thể ở xa) cũng sẽ bị mờ.
Tác dụng phụ đối với cyclopentolate rất hiếm, nhưng có thể bao gồm các triệu chứng như mất phương hướng, bài phát biểu không liên tục hoặc rối loạn thị giác trong khoảng thời gian 24 giờ mà thuốc có tác dụng. Tác dụng phụ thường gặp ở trẻ em.